# 花木伝右衛門
花木 伝右衛門（はなき でんえもん、生没年不詳）は、江戸時代中期（元禄期）の彦根藩士。薬用牛肉「反本丸（へんぽんがん）」を製造。これが「近江牛」を広く食する製品として扱われた最初の記録とされ、牛肉を食べることを禁じていた江戸時代に食用の道をつけたとされる。

## 彦根藩
彦根藩は、江戸時代牛の屠殺と牛肉生産を唯一公認されていた。元々武士にとって牛の皮は鎧や鞍などを作る材料であった。彦根藩は譜代筆頭として京・西国に対する要地にあり、4千の兵力を維持するために牛馬の皮は欠かせない品物だった。正保4年（1647年）、2代藩主井伊直孝が江戸藩邸から国元に送った手紙にも牛馬の皮の扱いについてこと細かな指示が記されていた。彦根藩が生産した皮革は、毎年陣太鼓用に幕府に献上し、また他藩にも販売されたと記録されている。
皮を剥いだあとには牛肉が残る事から、食用として用いられたことは十分に想像できるが、仮に食したとしても私的な行為でしかなかった。元禄年間3代藩主井伊直澄の家臣に花木伝右衛門という武士がおり、伝右衛門は江戸在勤中に読んだ『本草網目（ほんぞうこうもく）』に従い、黄牛（あめうし、立派な牛の意味）の良肉を主剤とした「反本丸」と言う薬用牛肉を製造したことが記録として残っている。形状については何も記されておらず、生肉だったのか干し肉だったのかわかっていない。牛肉の味噌漬けとする説もある。
本草網目では「黄牛の肉は佳良にして甘味無毒、中を安んじ気を増し、脾胃を養い腰脚を補益す。」と書かれている。中山道鳥居本宿（現滋賀県鳥居本町）では、『湖水清製 反本丸』と書かれた版木が残されており、このことからも反本丸が堂々と売られていたことがわかる。江戸時代、牛肉を食べることを禁じられていたが、安永10年（1781年）以降、彦根藩より「養生肉」の名で味噌漬けの牛肉を将軍家や親藩諸家に送られている。また、元禄年間赤穂浪士の大石良雄から堀部金丸に味噌漬けの彦根牛を贈られたことを示す手紙がある。なお、彦根藩内には干牛肉製法書も残されている。